# 네페르카우호르

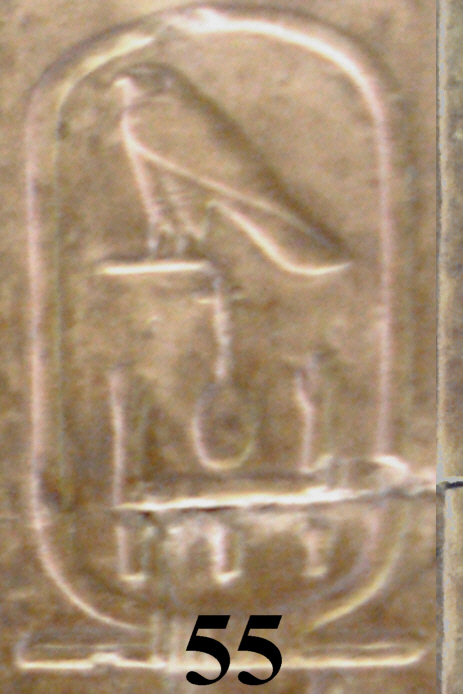

네페르카우호르(Neferkauhor)는 이집트 제1중간기의 파라오이다.
그의 이름은 아비도스 왕 목록에 나온다. 토리노 파피루스에는 그의 이름이 나올 자리가 유실되어 있으며, 2년 1달 1일이라는 통치기간만 나온다.
| 전임 네페르카우레 2세 ? | 이집트 제8왕조의 파라오 ? 2년 1달 1일 ? | 후임 네페리르카레 ? |

## 같이 보기
- 파라오 목록